# Politicky exponovaná osoba
Jako politicky exponovaná osoba (PEP z anglického politically exposed person) se v terminologii používané u bankovních regulací označuje fyzická osoba ve významné veřejné funkcí s celostátním nebo regionálním významem, případně blízký příbuzný či obchodní partner takového funkcionáře. Termín se používá v legislativě zaměřené proti praní špinavých peněz zejména na úrovni mezinárodní organizace FATF a jejích členských zemích včetně zemí Evropské unie.

## Definice v Česku
V Česku tento termín definuje zákon o některých opatřeních proti legalizaci výnosů z trestné činnosti a financování terorismu (tzv. zákon proti praní špinavých peněz). Tento zákon vyžaduje před uzavřením každého obchodu zjistit, zda klient je či byl (přinejmenším v předchozích 12 měsících) politicky exponovanou osobou. Do roku 2016 se definice politicky exponované osoby v tomto zákoně vztahovala jen na osoby s bydlištěm mimo ČR, případně ve veřejných funkcích vykonávaných mimo ČR. Od roku 2017 tato podmínka padá a za politicky exponované osoby se považují všechny fyzické osoby splňující zákonnou definici včetně tuzemských.
Z veřejných funkcí v Česku tuto definici splňují:
- prezident České republiky,
- předseda vlády České republiky,
- ministr, náměstek ministra, státní tajemník,
- poslanec a senátor,
- člen řídícího orgánu politické strany,
- starosta, primátor, hejtman (ale už nikoli člen zastupitelstva obce či kraje[3]),
- soudce Nejvyššího soudu, Nejvyššího správního soudu nebo Ústavního soudu,
- člen bankovní rady České národní banky,
- vysoký armádní či policejní důstojník,
- člen statutárního orgánu obchodní korporace ve vlastnictví státu (případně zástupce právnické osoby v této funkci),
- velvyslanec a chargé d’affaires.

Jako politicky exponované osoby se pak vedle těchto osob (o osob v obdobných funkcích v jiných státech, orgánech Evropské unie nebo jiných mezinárodních organizací) klasifikují také osoby blízké k těmto osobám, společníci a skuteční majitelé stejných právnických osob s těmito osobami, osoby v jiném blízkém podnikatelském vztahu a skuteční majitelé právnických osob vytvořených ve prospěch těchto osob.
Politicky exponovaná osoba je pro banky a další společnosti rizikový klient, neboť kvůli svému postavení může být vystaven korupčnímu jednání.